# 상신초등학교
상신초등학교(上新初等學校)는 대한민국 경기도 화성시 향남읍 상신리에 있는 공립 초등학교이다.

## 학교 연혁
- 1952년 9월 4일 : 상신국민학교 설립 인가 개교
- 1953년 3월 17일 : 상신국민학교 제1회 졸업
- 1981년 3월 1일 : 상신병설유치원 인가(1학급)
- 1996년 3월 1일 : 상신초등학교로 교명 변경
- 2007년 5월 7일 : 식실 준공 및 어학실 준공
- 2009년 4월 30일 : 등보육교실환경조성사업 준공
- 2009년 5월 25일 : 교실 마루 바닥 교체(11실) 및 교직원 편의시설 개선사업 준공
- 2020년 1월 9일 : 제68회 졸업식(37명, 총3,512명)
- 2020년 3월 1일 : 17학급, 도움반 2학급, 유치원 3학급 편성
- 2021년 3월 1일 :  제23대 정형숙 교장선생님 부임

## 참고 자료
- 상신초등학교 - 한국교육학술정보원 학교알리미